# Томас Йънг
Томас Йънг (на английски: Thomas Young), известен и като Томас Юнг, е английски учен енциклопедист с голям принос в изследването на светлината и зрението, в механиката, физиологията, езикознанието, музикалната хармония и египтологията. Доказва, че светлината се разпространява под формата на вълни. След време Айнщайн открива, че при определени условия светлината има поведение на поток от частици (фотони), това е т. нар. корпускулярно-вълнов дуализъм в квантовата механика.

## Биография
Роден е на 13 юни 1773 година в Милвертън, графство Съмърсет, Англия, най-голямото от десетте деца в семейството на заможен търговец. Научава се да чете още на две години. Едва осем годишен започва да се занимава с математика и геодезия. На 14-годишна възраст вече знае гръцки и латински и е запознат с френския, италианския, немския, еврейския, турския, арабския, персийския и сирийския език.
Йънг започва да учи медицина през 1792 г. Премества се в Единбург през 1794 и година по-късно – в германския град Гьотинген, където получава научна степен по физика през 1796. През 1797 прекъсва заради смъртта на чичо си – Ричард Броклесби, който му оставя огромно наследство, правейки го финансово независим. Йънг използва наследеното богатство за провеждане на различни научни опити. През 1799 г. се установява като лекар в Лондон. Публикува първите си академични статии анонимно, за да запази репутацията си на лекар.
През 1801 г. Йънг е назначен като професор по естествена философия (главно физика) в Кралската институция. На следващата година е назначен за външен секретар на Кралското общество, в което членува от 1794 г. През 1803 напуска професорското си място, страхувайки се, че задълженията му ще попречат на медицинската му практика. Същата година доказва, че светлината се разпространява под формата на вълни, което е най-голямото му откритие. За първи път идеята за светлинните вълни идва от Кристиан Хюйгенс, който използва сложни математически изчисления. Томас Йънг използва експеримента с двата процепа, за да докаже твърдението на Хюйгенс.
През лятото на 1804 г. се жени за Елиза Максуел (на английски: Eliza Maxwell). Нямат деца.
Неговите записки са публикувани през 1807 г. в учебника „Курс от лекции по естествена философия“, голяма част от които след време стават основа за разработването нови теории.
През 1811 г. Йънг става лекар в болницата „Свети Георги“. През 1814 г. участва в комитета по безопасност на газовото осветление в Лондон. През 1816 г. е секретар на комисия, натоварена с изследване на задачата за дължината на секундното махало (махало с период точно 2 секунди). През 1818 г. става секретар на Борда на географската дължина – специална комисия, която провежда конкурс за създаването на точен метод и уред за измерване на географската дължина в открито море. Конкурсът е спечелен от Джон Харисън – изобретателя на хронометъра.
Томас Йънг се занимава и с египтология. Няколко години преди смъртта си започва да се интересува от застрахователното дело. През 1827 г. е избран за чуждестранен член на Френската академия на науките.
Умира на 10 май 1829 г. в Лондон на 55-годишна възраст.

## Научна дейност

### Експериментът с двата процепа
В този експеримент Томас Йънг използва три екрана. Два от тях имат процепи, през които минава светлина. Светлината първо минава през процепа на първия екран, след това продължава през двата близо разположени процепа на втория екран, накрая стига до третия екран (без процепи), върху който образува светли и тъмни ивици — резултат от интерференцията на светлинните вълни.

### Цветно зрение
Томас Йънг се смята също за основател на физиологичната оптика. През 1793 г. той обяснява акомодацията на окото (способността му да вижда ясно на различни разстояния) чрез промяна в извивката на кристалната леща. Йънг е първият, който описва астигматизма (1801). В лекциите си той формулира хипотеза (по-късно развита от Херман фон Хелмхолц), че възприемането на цветовете зависи от присъствието на три конични клетки, които отговарят на червена, зелена и виолетова светлина. Тази теория, известна като теория на Йънг—Хелмхолц, е доказана експериментално през 1959 г.